# 赫格斯多夫 (普伦县)
赫格斯多夫（德語：Högsdorf）是德国石勒苏益格－荷尔斯泰因州的一个市镇。总面积10.92平方公里，总人口418人，其中男性212人，女性206人（2011年12月31日），人口密度38人/平方公里。